# Make My Day!
「Make My Day!」（メイク・マイ・デイ）は、ピコの6枚目のシングル。2012年8月15日にKi/oon Musicから発売された。

## 概要
前作「咲色リフレイン」から約4ヶ月ぶりのリリースであり、2012年2枚目のシングル作品。
表題曲「Make My Day!」は、テレビアニメ『貧乏神が!』のオープニングテーマに起用された。自身のシングル表題曲がテレビアニメの主題歌に起用されるのは3枚目のシングル「桜音」以来3作ぶり。なお、自身の楽曲がテレビアニメのオープニングテーマに起用されるのは初。カップリングの「インビジブル」は、ボーカロイドキャラクターであるGUMIと鏡音リンが歌唱されている楽曲のカバー曲。
初回生産限定盤、通常盤、完全生産限定盤の3種リリースであり、初回生産限定盤には2012年5月19日にLIQUIDROOMで開催された自身のレコードレーベルであるKi/oon Musicの設立20周年記念イベント『キューン20 イヤーズ&デイズ』の映像が収録されたDVD、『貧乏神が!』の描き下ろしアニメイラストワイドキャップステッカーが同梱された。イラストはアニメーション製作を手掛けたサンライズによる描き下ろし。完全生産限定盤には表題曲「Make my day!」が起用された『貧乏神が!』の登場キャラクターの桜市子のグラフィグが同梱された。また、各盤の初回生産分にはピコカードが封入された。
本作の発売を記念した発売記念イベントが2012年8月17日から8月19日まで開催された。内容はサイン会、握手会、ミニライブを行った。
表題曲「Make My Day!」のPVには、2012年7月27日にYouTubeのSony Music公式チャンネルからPVのショートバージョンが配信された。
公の場での初歌唱披露は、2012年7月8日に中野サンプラザで開催された自身の2回目のコンサートツアーの最終公演『ピコ LIVE TOUR 2012 〜2PIKO〜 TOUR FINAL "ピコの夏祭りZ"』で披露された。

## チャート成績
2012年8月27日付のオリコン週間シングルチャートで27位を獲得。初動売上は0.5万枚を記録し、前作から0.1万枚増加した。デイリーチャートでは8月14日、8月18日付で最高位の19位を獲得した。
2012年8月27日付のBillboard JAPAN Hot Singles Salesで22位、Billboard JAPAN Hot Animationで14位を獲得した。2012年8月25日放送分のCOUNT DOWN TV内のThis Week's TOP 100では30位を獲得した。

## 批評
CDジャーナルは、「『Make My Day!』はキャッチーなフレーズが印象的な疾走感のあるポップチューン。『月食』はエモーショナルなロックチューン、『インビジブル』は高速ラップ曲。」と評した。

## 収録曲
（全編曲：samfree）
1. Make My Day! [3:45]
作詞：ピコ・samfree、作曲：samfree
テレビアニメ『貧乏神が!』オープニングテーマ
2. 月食 [4:02]
作詞：ピコ、作曲：samfree
3. インビジブル [3:38]
作詞・作曲：kemu
4. Make My Day!（PikolessVersion）
5. 月食（PikolessVersion）
6. インビジブル（PikolessVersion）

DVD（初回生産限定盤のみ同梱）
1. Rollin' Merry Go Round
2. タナトス
3. 咲色リフレイン